# 2. Anpilogowo
2. Anpilogowo oder Wtoroje Anpilogowo (russisch 2-е Анпилогово, Второе Анпилогово) ist ein Dorf (derewnja) in der Oblast Kursk in Russland. Es gehört zum Rajon Kursk und zur Landgemeinde (selskoje posselenije) Poljanski selsowjet.

## Geographie
Der Ort liegt gut 13,5 km Luftlinie nordwestlich des Oblastverwaltungszentrums Kursk im südwestlichen Teil der Mittelrussischen Platte, 3,5 km vom Sitz des Dorfsowjet – Poljanskoje, 87 km vor Grenze zwischen Russland und der Ukraine, am Fluss Bolschaja Kuriza (rechter Nebenfluss des Seim).

### Klima
Das Klima im Ort ist wie im Rest des Rajons kalt und gemäßigt. Es gibt während des Jahres eine erhebliche Niederschlagsmenge. Dfb lautet die Klassifikation des Klimas nach Köppen und Geiger.

## Bevölkerungsentwicklung
| Jahr | Einwohner |
| ---- | --------- |
| 2002 | 190       |
| 2010 | 142       |

Anmerkung: Volkszählungsdaten

## Verkehr
2. Anpilogowo liegt 7,5 km vor Fernstraße föderaler Bedeutung M2 „Krim“ (ein Teil der Europastraße E105), 4 km vor Straße interkommunaler Bedeutung 38N-197 (M2 „Krim“ – Poljanskoje – Grenze des Rajon Prjamizyno), an der Straße 38N-198 (38N-197 – 2. Anpilogowo – Bolschoje Lukino) und 16 km vom nächsten Bahnhof Kursk (Eisenbahnstrecken: Orjol – Kursk, Kursk – 146 km und Lgow-Kijewski – Kursk) entfernt.
Der Ort liegt 133 km vom internationalen Flughafen von Belgorod entfernt.